# ACOSEA
ACOSEA SpA è un'azienda pubblica di proprietà di 11 comuni della provincia di Ferrara e 1 di Ravenna, che fino al 2004 ha gestito il servizio idrico, prima di essere fusa con AGEA (azienda pubblica gas e rifiuti di Ferrara) e in seguito venduta a HERA limitatamente alla parte gestionale del servizio idrico.
Attualmente ACOSEA esiste come società patrimoniale che gestisce le immobilizzazioni del ciclo Idrico integrato precedentemente presenti in Acosea Reti ma non fornisce clienti diretti che sono oggi serviti da HERA. ACOSEA IMPIANTI srl infatti, è stata costituita il 14 dicembre 2004 ed è derivante dalla scissione del ramo gestionale di Acosea Spa trasferito ad Hera Spa.
Ai sensi dell'art.113 comma 13 del D.Lgs.267/2000, la società è a totale capitale pubblico.

## Storia
Il Consorzio ACOSEA è stato costituito nel 1990,  con la fusione dei servizi acquedotto dei comuni di Ferrara, Argenta, Bondeno, Masi Torello, Vigarano Mainarda, Sant'Agostino, Mirabello, Voghiera, Poggio Renatico, Portomaggiore e Alfonsine (RA), ai quali si aggrega dal 1995 Cento.
La costituzione del consorzio fu voluta da due manager ferraresi, Spero Ghedini che fu il primo presidente del Consorzio e dall'allora vicesindaco di Ferrara Maurizio Chiarini (che diventerà in seguito amministratore delegato di Hera).
Tradizionalmente la zona del ferrarese aveva una scarsa qualità dell'acqua potabile per usi civili. La città, fino agli ultimi decenni dell'Ottocento, era rifornita da numerosi pozzi, di cui, però molti erano di acqua non potabile.
Il primo acquedotto fu costruito a Ferrara nel 1890, e l'acqua proveniva da Castelfranco Emilia  utilizzando le locali risorgive attraverso una condotta che restò in funzione fino ai primi anni ottanta.
L'acquedotto fu anche occasione per la costruzione di monumenti architettonici nella metà del primo novecento come il serbatoio monumentale opera dell'ing. Carlo Savonuzzi.
Anche il vasto territorio dei comuni oggetto delle bonifiche presentava gravi problemi di rifornimento di acqua potabile: i pozzi di un territorio, per tanti secoli coperto da paludi salmastre, presentava acque con eccessiva salinità.
L'opportunità di costituire un consorzio idrico emerse in seguito alla richiesta di migliori prestazioni da parte dei cittadini e ai deficit della finanza pubblica che avevano ridotto i trasferimenti dello Stato per investimenti e impedendo ai comuni di offrire servizi di qualità adeguata Si veda lo studio del centro studi di Mediobanca R&S del 1996 sul settore Acqua in Italia
ACOSEA SpA è stata costituita nel 2001 a seguito della trasformazione del "Consorzio ACOSEA".

## Attività
La popolazione servita era di 230.000 abitanti con 111.000 utenze. Il volume di acqua venduta ammontava a 19 milioni di metri cubi annui. La fonte primaria di approvvigionamento era il fiume Po.

## Tariffe
Dopo la costituzione di ACOSEA tutti gli oneri del servizio idrico completo (potabilizzazione, distribuzione fognatura e depurazione delle acque reflue), sono stati scaricati in modo completo ma trasparente sui consumatori. Per coprire i costi il Consorzio ha aumentato la tariffa, che in pochi anni è quasi raddoppiata rispetto al 1990 con forte insoddisfazione dei cittadini sebbene incorporasse circa il 17% di utili che erano restituiti ai comuni proprietari sotto forma di remunerazione del capitale di dotazione.
Per tali motivi, la tariffa di ACOSEA è stata per un certo periodo la più alta d'Italia tuttavia dal 1994 la tariffa è stata mantenuta fissa, ed è stata fatta una razionalizzazione dei processi.

### Impianti di potabilizzazione
L'acqua veniva trattata per la gran parte a Pontelagoscuro, in impianti che usavano la depurazione naturale Gli impianti erano all'avanguardia rispetto all'impiantistica italiana degli anni novanta e erano stati costruiti con il contributo dello Stato. ACOSEA infatti fu una delle prime aziende in Italia a utilizzare l'ozonizzazione per la disinfezione delle acque e ciò permise di ridurre quasi a zero l'utilizzo del cloro. A Ferrara inoltre, furono costruite grandi vasche nelle quali l'acqua era immessa subito dopo la captazione dal fiume. In queste vasche, prima del trattamento in impianti di potabilizzazione meccanico-chimica, l'acqua subiva un processo di depurazione naturale che diminuiva ulteriormente il fabbisogno di prodotti chimici.
Per una descrizione di parte degli impianti di potabilizzazione dell'acquedotto di Ferrara si veda la relazione di A, Santini nel documento presentato al convegno di H20 del 1998.

### Reti acquedotto
Fino ai primi anni ‘90, i comuni della provincia di Ferrara soffrivano di carenze di acqua. Con la costruzione delle grandi condotte adduttrici (finanziate dallo Stato) la continuità del servizio è stata garantita soprattutto per i comuni di Portomaggiore, Argenta, Bondeno. Le reti di distribuzione agli utenti invece, necessitavano di rilevanti rifacimenti per non peggiorare la qualità dell'acqua in uscita dagli impianti di potabilizzazione e per ridurre le perdite di rete.

### Impianti di depurazione
Gli impianti di depurazione dei comuni consorziati erano spesso inadeguati per la scarsa manutenzione fino al 1990, per la inefficace progettazione e per il generale sottodimensionamento. Solamente il depuratore di Ferrara era adeguato.

### Reti fognarie
Le reti fognarie coprivano l'80% delle utenze. Tuttavia le richieste di ampliamento delle condutture e del loro rifacimento erano crescenti.

### Eccellenza
Acosea fin dai primi anni '90 ha applicato le tecniche di gestione aziendale allora innovative, della Qualità totale e la società Galgano ne ha menzionato l'esperienza nel convegno del 19 aprile 1994, "La qualità totale nei servizi di pubblica utilità".
Nel Sole 24 Ore del 19 dicembre 2001 Il sito web di ACOSEA è stato citato come un esempio di eccellenza.
Nella puntata di Report 12/11/1998 dal titolo "Acqua pagata acqua regalata", è stata scelta assieme a Milano e Firenze per rappresentare un esempio qualificante di azienda che forniva, al rubinetto del cittadino, acqua potabile che era bevuta in sicurezza.
Nel 2003 un funzionario del laboratorio di ACOSEA (R. Mascellani) partecipò a un gruppo di lavoro per una ricerca di IRSA CNR per la redazione di un manuale di "Metodi analitici per le acque". Il laboratorio analisi di ACOSEA era dotato di strumentazioni e di operatori preparati in grado a tenere sotto controllo le acque del PO che costituivano la principale fonte di approvvigionamento del territorio servito.